# Lexington (Virginie)
Pour les articles homonymes, voir Lexington.
Lexington est une ville de l'État de Virginie, sur la côte est des États-Unis.
Elle est la ville natale de la violoniste Hilary Hahn.

## Enseignement
La ville héberge l'Institut militaire de Virginie et l'université Washington and Lee.

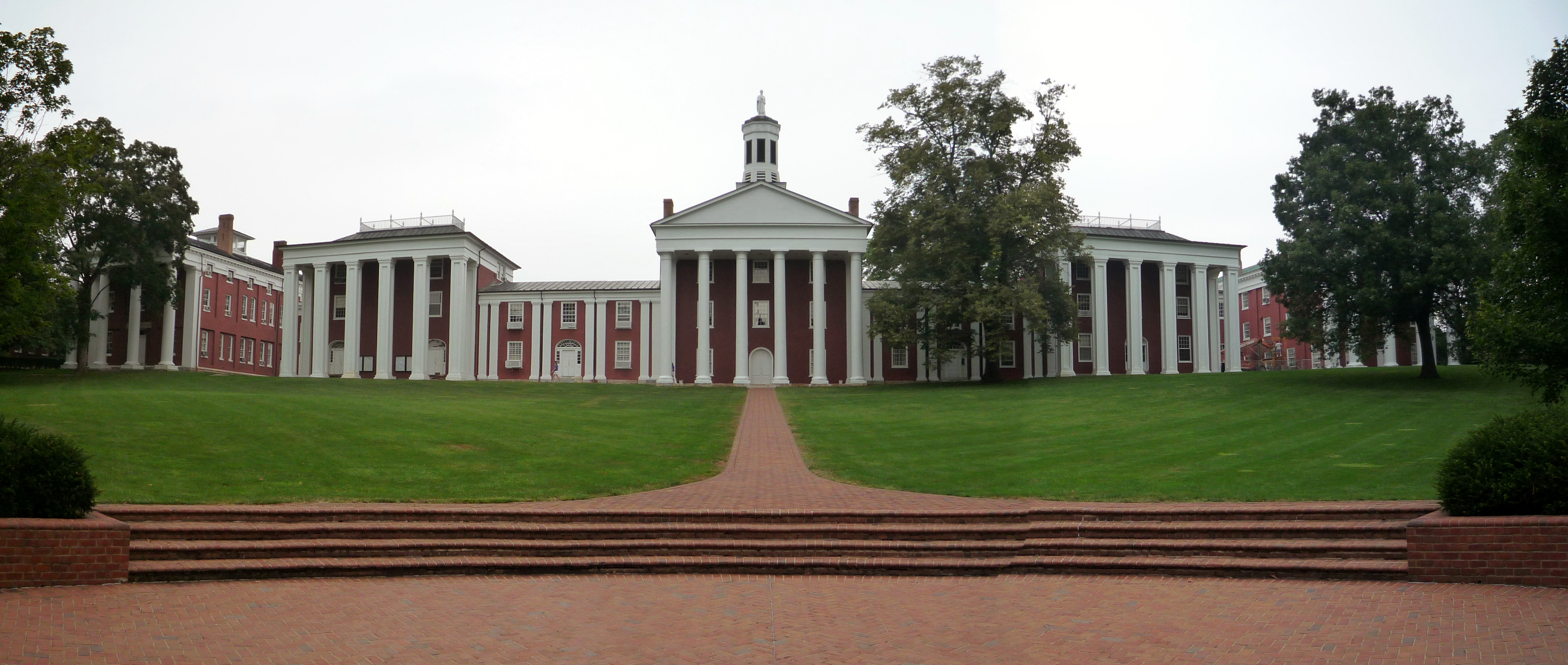
Washington and Lee University, Lexington, Virginie

## Tourisme
Dans le centre-ville se trouve The Georges, un hôtel membre des Historic Hotels of America depuis 2016.